# The Outsider (miniserie)
The Outsider es una miniserie estadounidense de drama sobrenatural y terror basada en la novela homónima de Stephen King estrenada el 12 de enero de 2020 en HBO.

## Sinopsis
The Outsider sigue a «una investigación aparentemente sencilla sobre el espantoso asesinato de un niño local encabezado por un policía experimentado y un investigador poco ortodoxo para cuestionar todo lo que creen que es real, mientras una insidiosa fuerza sobrenatural se abre camino en el caso».

## Reparto

### Principales
- Ben Mendelsohn como el Det. Ralph Anderson
- Bill Camp como Howie Gold
- Jeremy Bobb como Alec Pelley
- Julianne Nicholson como Glory Maitland
- Mare Winningham como Jeannie Anderson
- Paddy Considine como Claude Bolton
- Yul Vázquez como Yunis Sablo
- Jason Bateman como Terry Maitland
- Marc Menchaca como Jack Hoskins
- Cynthia Erivo como Holly Gibney

### Recurrentes
- Hettienne Park como Tamika Collins
- Scarlett Blum como Jessa Maitland
- Summer Fontana como Maya Maitland
- Joshua Whichard como Ollie Peterson

### Invitados
- Derek Cecil como Andy Katcavage
- Michael Esper como Bill Samuels
- Frank Deal como Fred Peterson
- Michael H. Cole como Herbert Parker
- Dayna Beilenson como Mildred Patterson
- Claire Bronson como Joy Peterson
- Marc Fajardo como Myron Lazar
- Margo Moorer como Libby Stanhope
- Max Beesley como Seale Bolton
- Jakob Gruntfest
- Leiloni Pharms
- Martin Bradford
- Sir Brodie
- Suehyla El-Attar

## Episodios
| N.º | Título                              | Dirigido por         | Escrito por          | Fecha de emisión original | Audiencia (millones) |
| --- | ----------------------------------- | -------------------- | -------------------- | ------------------------- | -------------------- |
| 1 | «Fish in a Barrel»                  | Jason Bateman        | Richard Price        | 12 de enero de 2020       | 0.724                |
| En Cherokee City, Georgia, el cadáver mutilado de Frank Peterson, un niño, se encuentra cubierto de saliva y marcas de mordeduras humanas. El detective local Ralph Anderson identifica rápidamente pruebas contundentes que apuntan al entrenador de la liga pequeña, Terry Maitland, incluido el testimonio de múltiples testigos y filmaciones de cámaras de seguridad. Ralph, cuyo propio hijo fallecido fue entrenado por Terry, se enfurece y lo arresta públicamente en un juego de ligas menores. Terry insiste en su inocencia, y su esposa, Glory, llama inmediatamente a su abogado familiar, Howard Salomon. Alec Pelley, un investigador privado contratado por Salomon, rastrea la evidencia de que Terry estaba en una conferencia fuera de la ciudad en el momento del asesinato, incluyendo imágenes de noticias de Terry hablando en la conferencia. Ambas partes se quedan con evidencia extremadamente decisiva pero contradictoria. Salomon está seguro de que Terry será reivindicado, pero queda en la cárcel esperando su comparecencia. Mientras tanto, la familia Peterson se desintegra, con la madre de Frank sufriendo un colapso emocional que se convierte en un ataque al corazón. Una figura encapuchada con una cara grotescamente deformada se queda afuera de la casa de los Maitlands, y Glory encuentra a su hija menor sufriendo aparentes pesadillas de un hombre en su habitación diciéndole «cosas malas». |                                     |                      |                      |                           |                      |
| 2 | «Roanoke»                           | Jason Bateman        | Richard Price        | 12 de enero de 2020       | 0.603                |
| Ralph se encuentra con Terry en la prisión y expresa incertidumbre sobre su decisión de arrestarlo. Al día siguiente, Joy Peterson, la madre de la víctima, muere en el hospital después de colapsar en su casa. Cuando Terry llega al juzgado para su lectura de cargos, el hermano del niño asesinado comienza a disparar, hiriendo a Terry antes de ser asesinado por Ralph. Con su último aliento, Terry insiste en su inocencia. El hombre deformado se muestra mirando las secuelas. Fred Peterson, el único miembro sobreviviente de la familia, intenta suicidarse ahorcándose, pero solo queda en coma. Ralph se pone de permiso, y se llama al detective Jack Hoskins para sustituirlo. El caso continúa carcomiendo a Ralph, quien investiga la camioneta utilizada por el asesino e identifica que estaba en la misma ubicación que los Maitland durante un viaje familiar a principios de ese año. Mientras interroga a Glory sobre el viaje, Ralph se entera de su hija mayor que Terry se hizo un pequeño corte en la muñeca, supuestamente por un enfermero en el hogar de ancianos de su padre. Un granjero descubre una pila de ropa desechada en un granero que coincide con las que aparentemente vieron a Terry usando imágenes de seguridad después del asesinato. |                                     |                      |                      |                           |                      |
| 3 | «Dark Uncle»                        | Andrew Bernstein     | Richard Price        | 19 de enero de 2020       | 0.858                |
| Un Jack Hoskins descontento es enviado a unirse a la investigación en el granero donde se descubrió la ropa. Después de perder el tiempo, llega tarde al granero vacío, donde es atacado por una aparición invisible. Durante los días siguientes, desarrolla ronchas extrañas en su cuerpo y su comportamiento se vuelve cada vez más errático. Ralph va a Howie Salomon y Alec Pelley con la información que ha reunido sobre la camioneta y el viaje de los Maitland a Dayton. Se ponen en contacto con la investigadora experta excéntrica Holly Gibney para rastrear los movimientos de Terry durante el viaje. Mientras intenta hablar con el padre de Terry en su hogar de ancianos, Holly descubre que un enfermero de la institución fue condenado por asesinar a dos niñas en el momento de la visita. Al mismo tiempo, se muestra al enfermero en la prisión, donde se suicida para evitar ser asesinado por otro interno. Jessa Maitland convence a Glory de que deje que Ralph lo visite para que pueda transmitir un mensaje del hombre con el que ha estado hablando por la noche diciéndole que algo malo le sucederá. |                                     |                      |                      |                           |                      |
| 4 | «Que Viene el Coco»                 | Andrew Bernstein     | Richard Price        | 26 de enero de 2020       | 0.988                |
| La investigación de Holly en Dayton revela un patrón: individuos en diferentes ciudades del país acusados de asesinar niños, con evidencia forense decisiva que los incrimina a pesar de las fuertes coartadas, y una serie de suicidios y venganzas mata a las familias de las víctimas y los acusados después del crimen, lo que sugiere un asesino que se convierte en el doble perfecto de varios objetivos sin pretensiones. En cada caso, el doppelganger que cometió el asesinato rasguña a un extraño antes de aparentemente asumir su forma y repetir el patrón en la ciudad de este nuevo objetivo. Terry es el último objetivo de este ser, y el enfermero Heath Hofstadter lo precede en Dayton; precedido a su vez por una mujer llamada Maria Caneles en Harlem. Una mujer en Harlem explica su creencia a Holly de que el autor es un coco sobrenatural que se alimenta del sufrimiento de sus víctimas y sus familias. En la ciudad de Cherokee, Glory evita el hostigamiento de la gente del pueblo y los reporteros entrometidos. Un Jack cada vez más errático deja una reserva de animales muertos y muebles en el bosque para la entidad con la que se está comunicando. Ralph identifica en el video de seguridad que Claude Bolton fue arañado en su muñeca por el doble de Terry Maitland la noche del asesinato. El chico que robó la camioneta da una revelación, admitiendo a Ralph que vio a un hombre tomar la camioneta estacionada en Dayton, pero tuvo miedo de mencionarlo antes. Dibuja una imagen del hombre que vio, con un claro parecido con la figura encapuchada y deformada que se ve en las escenas del crimen en Cherokee City. |                                     |                      |                      |                           |                      |
| 5 | «Tear-Drinker»                      | Igor Martinovic      | Richard Price        | 2 de febrero de 2020      | 0.567                |
| 6 | «The One About the Yiddish Vampire» | Karyn Kusama         | Jessie Nickson-Lopez | 9 de febrero de 2020      | 0.792                |
| 7 | «In the Pines, In the Pines»        | Daina Reid           | Dennis Lehane        | 16 de febrero de 2020     | 1.08                 |
| 8 | «Foxhead»                           | J.D. Dillard         | Richard Price        | 23 de febrero de 2020     | 0.978                |
| 9 | «Tigers and Bears»                  | Charlotte Brändström | Dennis Lehane        | 1 de marzo de 2020        | 1.19                 |
| 10 | «Must/Can't»                        | Andrew Bernstein     | Richard Price        | 8 de marzo de 2020        | 1.37                 |

1. ↑  El episodio estuvo disponible por primera vez el 31 de enero de 2020, a través de la plataforma digital de HBO.[6]

## Producción

### Desarrollo
El 11 de junio de 2018, se anunció que la productora Media Rights Capital había optado por planear una adaptación televisiva de 10 episodios basada en la novela homónima de Stephen King. Se informó que Richard Price escribiría el guion, y que Jack Bender y Marty Bowen serían productores ejecutivos con Bender posiblemente dirigiendo el episodio piloto. King contó además con la opción de unirse como productor ejecutivo. El 3 de diciembre de 2018, se anunció que HBO había dado luz verde a la serie para su desarrollo. Ben Mendelsohn fue elegido como productor, y Price, Jason Bateman y Michael Costigan se desempeñaron como productores ejecutivos. Además, Bateman dirigió los dos primeros episodios. El 15 de febrero de 2019, se anunció que Andrew Bernstein había sido elegido para dirigir varios episodios y actuar como productor ejecutivo. El 16 de octubre de 2019, se anunció que Dennis Lehane se había desempeñado como productor ejecutivo y guionista. El 17 de octubre de 2019, se anunció que la serie se estrenaría el 12 de enero de 2020.

### Casting
El 3 de diciembre de 2018, se anunció que Mendelsohn había sido elegido en un rol principal y que Bateman posiblemente también tendría un rol principal. El 25 de enero de 2019, se anunció que Cynthia Erivo, Bill Camp, Mare Winningham, Paddy Considine, Julianne Nicholson, Yul Vázquez, Jeremy Bobb y Marc Menchaca habían sido seleccionados para papeles principales, con Hettienne Park y Michael Esper en roles recurrentes. El 16 de octubre de 2019, se anunció que Derek Cecil y Max Beesley habían sido elegidos en roles recurrentes.

### Rodaje
La serie se rodó desde marzo a julio de 2019 en Atlanta, Georgia.

### Futuro
En octubre de 2020, el propio Stephen King confirmó que la serie tendría una segunda temporada. Sin embargo, en noviembre la serie fue cancelada en HBO. Aun así, los responsables de la serie aseguraron que buscarán otra cadena que produzca la segunda temporada.